# 金盛浦子
金盛 浦子（かなもり うらこ、1937年2月8日 - 2025年7月21日）は、日本の臨床心理士。

## 人物・来歴
東京生まれ。青山学院大学文学部教育学科卒業。東京教育大学教育相談研究施設、聖マリアンナ医科大学精神神経科、東京大学附属病院分院神経科で研究生として心理臨床を学ぶ。1978年東京心理教育研究所を開設。1990年より、自遊空間SEPY（セピィ）を主宰。セラピスト・臨床心理士・芸術療法士としてカウンセリングにあたる。

## 著書
- 『母親は首に巻きつく蛇』飛鳥新社 1989.3
- 『子供は親の鏡 母親は首に巻きつく蛇part 2』飛鳥新社 1989 「親と子の思春期カウンセリング」青樹社
- 『こんな母親が子どもをダメにする』日本放送出版協会 1990.11 のちNHKライブラリー
- 『子育て-困ったときの処方箋93』黎明書房 1991.4 「いざと言うときに役立つ子育てQ&A 95」改題増補
- 『愛する心理、愛される心理 幸せな恋愛・結婚・家庭・子育てのために』海竜社 1992.11
- 『こんな父親が子どもをダメにする』日本放送出版協会 1992.5
- 『こんな先生が子どもをダメにする』日本放送出版協会 1993.1
- 『ありのままの自分を愛してあげよう だいじょうぶ我慢しなくてもうまくいく』大和出版 1995.3
- 『子どもを追いつめるお母さんの口癖』正続 青樹社 1995-1998
- 『絵で判る子どもの心のバランス』青樹社（らいふあっぷ・せれくしょん）1995
- 『だいじょうぶ、きっとうまくいく。自分を許して愛する方法』大和出版 1995.12
- 『それでも別れなかった夫婦たち』日本放送出版協会 1996.6
- 『あなたは、信じるだけでいい 夢の数だけ幸せになれる』大和出版 1996.8
- 『困ったときの子育て救急箱』青樹社（らいふあっぷ文庫）1996
- 『少し叱ってたくさんほめて 子どもに愛が伝わる育て方』PHP研究所 1996.9 のち文庫
- 『もうひとりの私をゆるしてあげよう 幸せなアダルトチルドレンになるために』ベストセラーズ 1997
- 『きっと、あなたは癒される 自分と「いちばんの友達」になる方法』大和出版 1997.4
- 『「自分を信じる」ただそれだけでいい しあわせのコツ』大和出版 1997.11
- 『「きょうだい」の上手な育て方 子どもの不満と親の不安をなくすために』PHP研究所 1997 のち文庫
- 『ひとりっ子育て わがままだっていいじゃない』フットワーク出版 1997.9
- 『悪魔のわたしと天使の自分 幸せになる自分探しのナビゲーター』日本文芸社 1998.9
- 『お母さんを元気にするひとこと』黎明書房 1998.10
- 『大切なのは、愛を感じること 癒されるヒント』大和出版 1998.4
- 『愛をたっぷりもらってごらん』ベストセラーズ 1998.4
- 『「ほんとうの自分」がわかる本 らくがきセラピー』大和出版 1998.12
- 『あなたらしいあなたが一番いい』PHP文庫 1999.9
- 『大丈夫! 生きていくのが心地よくなる111の言葉の力』サンマーク出版 1999.5
- 『心配しないほうがうまくいく 今をいちばん楽しんで生きよう』大和出版 1999.7
- 『子どもの「イライラ心」をほぐす本 「ムカつく」「キレる」心理がわかりますか』PHP研究所 1999
- 『甘え上手は幸せ上手』ネスコ 1999.11 のち文春文庫
- 『どんな恋愛だってすばらしい 幸せなふたりになれるちょっとしたヒント』ベストセラーズ 1999 「恋に不安を感じたら」ワニ文庫
- 『心ってこんなにパワーがあるの』三笠書房 1999.4
- 『きっとうまくいく「ありがとう」の魔法 心がやすらぐ9つのメッセージ』大和出版 2000.6
- 『「思いやりの心」の育て方 心の痛みのわかる子に』PHP研究所 2000.6
- 『人間関係ノート 人生をもっとラクに生きる心理学』三笠書房 2000.8
- 『ふたりでする子育て 新米パパに読ませたい』三天書房 2000.2
- 『子どもを勇気づけるとっておきの言葉 強く優しい心をはぐくむために』PHP研究所 2000.2 のち新装版
- 『自分の生き方、私の選び方』講談社 2000.8
- 『孫 育てる言葉・ダメにする言葉 愛し方にはコツがある』情報センター出版局 2000.4
- 『娘を傷つける母親の口癖』青樹社（らいふあっぷ・せれくしょん）2000
- 『人生に恋をしよう』サンマーク文庫 2001.11
- 『ぜったい離婚!から素敵な夫婦三昧 妻と夫のカウンセリング』佼成出版社 2001.6
- 『夫と妻の向き合いかた 「定年になってから…」では遅すぎる!』大和出版 2001.10
- 『気持ちいいことから始めてみよう 自分を変えるちょっとしたやり方』大和出版 2001.5
- 『気にしない、今度もきっとうまくいく』祥伝社黄金文庫 2001.11
- 『素直な子どもに育つお母さんのひと言 心に愛を伝える81のメッセージ』PHP研究所 2002.5
- 『「つらい時」をしのぐちょっとした方法 たとえば、5分間の深呼吸。』PHP文庫 2002.9
- 『たのしい子育ての秘密』クレヨンハウス 2002.8
- 『「心とからだ」セラピー 自分を愛するプチ・レッスン』大和出版 2003.7
- 『ありのままのあなたがいい』PHP研究所 2004.10
- 『「人に自慢できる夫」の作り方』河出書房新社 2004.11
- 『「男の子」って、どう育てるの? お母さんのための子育て講座』PHP研究所 2004.1 のち文庫
- 『"トラウマ"が優しい魅力になる女性のルール』青春出版社 2004.3 「傷つきやすいあなたに贈る本」文庫
- 『お父さんお母さん、私の叫びが聞こえますか? 自分の殻に引きこもる青年たちの心の夜明け』PHP研究所 2005.5
- 『不安はあなたの生きる力』佼成出版社 2005.4
- 『人間関係のいい子に育てる本 「友達に好かれる子」にするために親ができること』カンゼン 2007
- 『夢をかなえるドリーム瞑想』PHP研究所 2008.10
- 『男の子を追いつめるお母さんの口ぐせ』静山社文庫 2009.11
- 『男の心が離れていく女の口ぐせ 男と女の失敗しない会話のルール88』静山社文庫 2010.3
- 『「いい子」じゃなくても大丈夫 思いやりのある子の育て方』PHP文庫 2010.8
- 『「ありがとう」で人生がうまく回り出す本 幸運が舞い込む魔法のCD付き』大和出版 2010.12
- 『長男を弱い子にするお母さんの口ぐせ』静山社文庫 2011.3
- 『ウェルカム・エイジング 40歳からの自分磨き』佼成出版社 2011.9
- 『「毒になる母親」を乗り越える11のリスト』講談社 2012.8
- 『伸びる子・できる子の親の日常 いつも子どもは親を見ている』さくら舎 2012.11
- 『伸びる子の9割は、「親の口グセ」で決まる』PHP文庫 2014.12
- 『家族病 夫の問題 妻の問題 子の問題』さくら舎 2016.1

### 共著
- 『お母さんのための男の子の育て方』山崎雅保共著 黎明書房 1996.3
- 『お母さんのための子どもを元気にするひとこと』山崎雅保共著 黎明書房, 1997.5
- 『「絵」から子どもの心がわかる本 お絵かきセラピー』小林久美子共著 PHP研究所 2007.10
- 『マンガエッセイ ぜったい離婚!?と思った時に読む本』小林裕美子共著 2014.12